# Trisslott

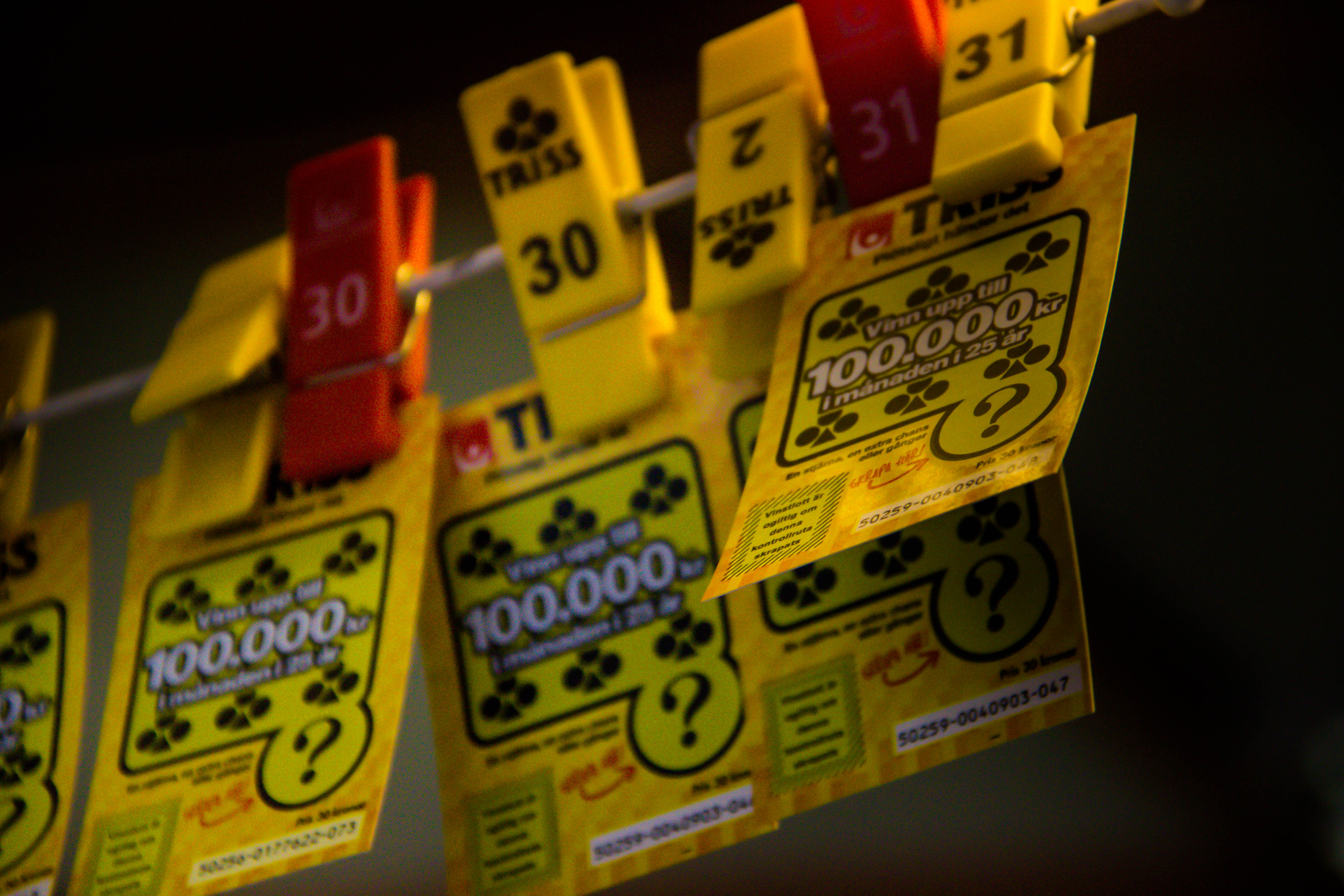
Trisslotter, 2014.

Trisslotten är en skraplott från Svenska Spel lanserad 1986 som numera även kan spelas online. Normalpriset för en lott är 30 kronor. Högsta vinsten är sammanlagt 30 miljoner kronor, utom under vissa kampanjer då den potentiella vinstsumman kan öka. Den officiella taglinen är ”Plötsligt händer det”.
Lotten går i grunden ut på att man skrapar fram nio (eller vid så kallade extraskrap tolv) belopp och får man tre lika vinner man det beloppet. Det har senare tillkommit en skrapruta där man har möjlighet att multiplicera vinstbeloppet med 1, 2, 5 eller 10. På kampanjlotter kan skraprutan även ge ytterligare vinstchanser (se avsnittet "Trissvarianter och kampanjlotter"). Man har även chans att vinna ytterligare högvinster på lotter (se avsnittet "Vinster").
Trisslotten går att köpa i dagligvaruhandeln och i spelbutiker med tillstånd att sälja lotter. Numera går det även att skrapa lotter i mobiltelefonen och på webben.

## Historik
Trisslotten introducerades av Svenska penninglotteriet under namnet Trisslotteriet den 29 september 1986, inspirerade av amerikanska skraplotter. Vid introduktionen var lottpriset 20 kronor och högsta vinsten 100 000 kr.

## Vinster
På 2 000 000 lotter utgår 29 400 000 kronor i vinst. Enligt vinstplanen är det i genomsnitt vinst på ungefär var femte lott. Högsta vinsten direkt på skrapet är 1 miljon kronor på en ordinarie Trisslott.
Vid några tillfällen har Svenska Spel haft specialutgåvor av lotter, där högsta vinsten varit 10 miljoner direkt på skrapet.

### Bonusvinster
Trisslotten ger även chans till ytterligare högvinster.

#### Månadsklöver
Skrapar man fram tre klöversymboler så vinner man från 10 000 kr/mån till 100 000 kr/mån under 10 till 25 år. Månadsbeloppet och åren avgörs vid en offentlig dragning, vanligen i TV. Vinnaren kan även välja att i stället erhålla ett engångsbelopp på 500 000 kronor. Högsta vinsten för månadsklöver vid den offentliga dragningen är totalt 30 miljoner kronor och det genomsnittliga vinstbeloppet vid månadsklöver är 2,765 miljoner kronor.

#### TV-triss
Skrapar man fram tre TV-symboler så vinner man mellan 100 000 kr och 5 miljoner kronor i en direktsänd TV-dragning i TV4:s Nyhetsmorgon. Det genomsnittliga vinstbeloppet vid TV-triss är 250 000 kronor.

## Trissvarianter och kampanjlotter
Det förekommer även Trissvarianter och särskilda kampanjlotter. Man får då till exempel chans till högre vinster eller fler skrapfält och därmed fler sätt att vinna på. Några exempel:
- Dubbeltriss är två lotter som är sammansatta. Här gäller det att få tre lika belopp på antingen ena eller andra lotten, eller två belopp på ena som är samma som ett belopp på den andra lotten. Även möjlighet till att multiplicera vinsten finns.
- Jultriss
- Minitriss
- Triss med extrachansen. På vissa kampanjlotter kan den extra skraprutan dessutom innehålla ett belopp som får räknas till ordinarie skrap enligt den vanliga principen att totalt tre av samma belopp ger vinst. Innehåller skrapfältet en stjärna innebär det att man vid tre lika belopp vinner summan av beloppen.[6]

## Beskattning
Har man vunnit på lotteri som anordnats inom EG/EES-området ska vinsten inte beskattas. I övriga länder beskattas vinst över 100 kronor som inkomst av kapital. Förmögenhetsskatten är avskaffad i många europeiska länder. I Sverige avskaffades den år 2007.

### Skattetvist 2004
Kammarrätten i Sundsvall fann 2004 att en 63-årig man som vunnit 15 000 kronor i månaden i 25 år (4,5 miljoner) var skyldig att betala förmögenhetsskatt på hela beloppet, drygt 100 000 fördelat på 13 år i en sjunkande skala. Kammarrätten, liksom tidigare instanser, ansåg att mannen hade en säker och ovillkorlig fordran hos Svenska spel, vilken då var skattepliktig. Systemet med månadsvinster hade funnits i över sex år utan att någon beskattats för vinsterna. Mannen hade kontaktat skattemyndigheten och frågat hur vinsten skulle deklareras. Mannens telefonsamtal sparades av handläggaren som en anteckning, och hans förmögenhet upptaxerades när han inte deklarerat vinsten.

## Källsortering
Förpackningsinsamlingen i Sverige tar inte emot Trisslotter enligt sorteringsguiden på webbplatsen.Trisslotter sorteras då i allmänhet som restavfall eller hushållssopor, såvida inte lokala avvikelser förekommer.